# 薩帕爾穆拉特土庫曼巴希奧林匹克體育場
薩帕爾穆拉特土庫曼巴希奧林匹克體育場是一座位於土庫曼阿什哈巴特的綜合體育場，位於現址的為2013年至2017年間興建的新奧林匹克體育場。

## 外部連結
- Ashgabat Photo Gallery （页面存档备份，存于）

37°54′15.93″N 58°22′37.51″E / 37.9044250°N 58.3770861°E